# Уимблдонский турнир 2022
Подробнее о турнирах в одиночном разряде 2022 года среди мужчин и женщин
Уимблдонский турнир 2022 (англ. The 2022 Wimbledon Championships) — 135-й розыгрыш ежегодного профессионального теннисного турнира серии Большого шлема, проводящегося в Уимблдоне (Лондон, Великобритания) на кортах местного Всеанглийского клуба лаун-тенниса и крокета. Традиционно победители соревнования определяются в девяти разрядах: в пяти — у взрослых и четырёх — у старших юниоров. Также соревнования проводились в шести разрядах среди теннисистов на колясках и четырёх разрядах среди ветеранов.
В 2022 году матчи основных сеток проходили с 27 июня по 10 июля. Впервые матчи были запланированы на воскресенье первой недели турнира, ранее в этот день играли только в редких случаях из-за переносов матчей из-за плохой погоды.

## Общая информация
Организаторы турнира решили не допускать до участия всех теннисистов из России и Белоруссии в связи со вторжением России на Украину.
ATP и WTA весной 2022 года приняли решение не начислять рейтинговые очки за участие в Уимблдонском турнире в связи с тем, что организаторы не допустили до участия в турнире российских и белорусских теннисистов. За этот недопуск ATP в декабре оштрафовала организаторов турнира на 1 миллион долларов.
3 июля прошла торжественная церемония в честь 100-летия центрального корта Всеанглийского клуба лаун-тенниса и крокета, в ней приняли участие более 20 бывших чемпионов турнира в одиночных разрядах.

### Призовые деньги
Суммарный призовой фонд турнира составил 40 350 000 фунтов стерлингов, он вырос на 15,23 % по сравнению с 2021 годом и на 6,18 % по сравнению с 2019 года (когда последний раз турнир игрался без ограничения по количеству зрителей из-за COVID-19).
| Разряд             | Титул      | Финал      | 1/2 финала | 1/4 финала | 1/8 финала | 1/16 финала | 1/32 финала | 1/64 финала | Финал квалификации | Второй круг квалификации | Первый круг квалификации |
| Одиночный          | £2 000 000 | £1 050 000 | £535 000   | £310 000   | £190 000   | £120 000    | £78 000     | £50 000     | £32 000            | £19 000                  | £11 000                  |
| Парный *           | £540 000   | £270 000   | £135 000   | £67 000    | £33 000    | £20 000     | £12 500     | н/д         | н/д                | н/д                      | н/д                      |
| Смешанный парный * | £124 000   | £62 000    | £31 000    | £16 000    | £7500      | £3750       | н/д         | н/д         | н/д                | н/д                      | н/д                      |

* на двоих игроков

## Победители

### Взрослые

#### Мужчины. Одиночный разряд
Новак Джокович —  Ник Кирьос — 4-6 6-3 6-4 7-6(7-3)
- 7-й титул Джоковича на Уимблдоне за карьеру и 4-й подряд
- Рекордный 32-й финал турниров Большого шлема в мужском одиночном разряде для Джоковича (21 победа — 11 поражений)
- Кирьос — первый австралиец в финале турнира Большого шлема с 2005 года

#### Женщины. Одиночный разряд
Елена Рыбакина —  Унс Джабир — 3-6 6-2 6-2
- Рыбакина и Джабир впервые в карьере играли в финале турнира Большого шлема
- Рыбакина стала первой представительницей Казахстана, выигравшей турнир Большого шлема
- Джабир стала первой арабской женщиной, дошедшей до финала турнира Большого шлема

#### Мужчины. Парный разряд
Мэттью Эбден /  Макс Пёрселл —  Никола Мектич /  Мате Павич — 7-6(7-5) 6-7(3-7) 4-6 6-4 7-6(10-2)
- Эбден и Пёрселл впервые победили на турнирах Большого шлема
- Мектич и Павич не сумели защитить свой титул чемпионов Уимблдона 2021 года
- Эбден и Пёрселл по ходу турнира суммарно отыграли 8 матчболов

#### Женщины. Парный разряд
Барбора Крейчикова /  Катерина Синякова —  Элизе Мертенс /  Чжан Шуай — 6-2 6-4
- Второй титул на Уимблдоне для Крейчиковой и Синяковой после 2018 года
- Суммарно пятый титул на турнирах Большого шлема в парном разряде для Крейчиковой и Синяковой
- Крейчикова выиграла 9-й турнир Большого шлема, сыграв в 10 финалах (один в одиночном разряде, пять — в женском парном, три — в миксте)

#### Смешанный парный разряд
Дезире Кравчик /  Нил Скупски —  Саманта Стосур /  Мэттью Эбден — 6-3 6-4
- Кравчик и Скупски защитили свой титул 2021 года
- Для Скупски это второй титул в миксте на турнирах Большого шлема, а для Кравчик — 4-й
- Стосур третий раз играла в финале Уимблдона в миксте, ранее она побеждала в 2008 и 2014 годах
- Для Стосур это суммарно 16-й финал турниров Большого шлема по всех разрядах — 8 побед и 8 поражений.

### Юниоры

#### Юноши. Одиночный турнир
Мили Польичак —  Майкл Чжэн — 7-6(7-2) 7-6(7-3)

#### Девушки. Одиночный турнир
Лив Ховде —  Луца Удварди — 6-3 6-4

#### Юноши. Парный турнир
Себастьян Горзни /  Алекс Микелсен —  Габриэль Дебрю /  Поль Эншоспе — 7-6(7-5) 6-3

#### Девушки. Парный турнир
Роз Мари Нейкамп /  Анджелла Окутойи —  Кайла Кросс /  Виктория Мбоко 3-6 6-4 [11-9]